# Pomnik Stalina w Zaporożu
Pomnik Stalina w Zaporożu – popiersie Józefa Stalina odsłonięte 5 maja 2010 w Zaporożu.

## Historia
Popiersie stanęło przed budynkiem komitetu obwodowego Komunistycznej Partii Ukrainy w Zaporożu. Całkowita wysokość obiektu wykonanego z siluminu wraz z granitowym cokołem wynosiła około 2,5 metra.
Instalacja pomnika w mieście została zainicjowana przez miejscowych komunistów w grudniu 2009. Budowa miała kosztować ok. 90 tys. hrywien, z czego kwotę w wysokości aż 50 tys. ofiarował mieszkający w Charkowie były prokurator Iwan Szechowcow.
Pomnik odsłonięto 5 maja 2010. Podczas uroczystości zmarła 71-letnia działaczka KPU, ponadto dwie osoby zasłabły i wymagały hospitalizacji.
28 grudnia 2010 pomnik został zdemolowany. Do czynu przyznała się skrajnie nacjonalistyczna Wszechukraińska Organizacja „Tryzub” im. Stepana Bandery. Kilka dni później, 31 grudnia popiersie zostało wysadzone w powietrze przez działaczy grupy Ruch Pierwszego Stycznia. 1 stycznia 2011 Ołeksij Baburin, szef lokalnych struktur KPU w Zaporożu, ogłosił, że popiersie Stalina zostanie przywrócone. Baburin oszacował łączną wielkość zniszczeń w wyniku wyburzenia pomnika na 270 tys. hrywien.
12 grudnia 2011 sąd w Zaporożu skazał członków organizacji „Tryzub” za dokonanie zniszczenia pomnika. Zasądzono również wypłacenie odszkodowania w wysokości 109 820 hrywien. W 2013 utrzymano wyrok w mocy.
7 listopada 2011 działacze KPU w Zaporożu odsłonili nowy pomnik. Ustawiono go w przeszklonej oficynie przy wejściu do gmachu komitetu obwodowego partii. 25 listopada 2017 pomnik został ostatecznie zniszczony.